# Palais de la Congregazione di Carità
Le palais de la Congregazione di Carità (en italien : Palazzo della Congregazione di Carità) est un bâtiment historique de la ville d'Ivrée au Piémont en Italie.

## Histoire
Le bâtiment est rénové et agrandi, englobant plusieurs structures préexistantes, dans la première moitié du XIXe siècle selon le project conçu par l'architecte Gaetano Bertolotti. Le site était occupé à l'époque romaine par le théâtre de la ville d'Eporedia, dont les vestiges sont conservés jusqu'à aujourd'hui.

## Description
Le palais se situe dans la piazza di Città, adjacent à l'église San Ulderico et en face de l'hôtel de ville d'Ivrée. Il présente un style néoclassique.